# 新津温泉
新津温泉（にいつおんせん）は、新潟県新潟市秋葉区新津本町にある温泉である。石油臭を放つ温泉として知られる。

## 温泉概要
泉質は含ヨウ素-ナトリウム-塩化物・炭酸水素塩泉(高張性　弱アルカリ性　高温泉)。泉温は43.8℃。
(施設内の温泉分析表記載)　強烈な石油臭を放つ温泉である。少し白濁した温泉で、皮膚病、婦人病、神経痛、リウマチなどに効能がある。源泉は間欠泉になっており、4か月に1回墳出する。

## 施設概要
1951年、石油採掘の際に発見された。当初は地元住民がドラム缶で入浴していたが、1954年に現在の公衆浴場として開業した。
建物は民家のような外観である。浴室は小規模で、設備もカランのみ。
入浴時間は8時から19時まで、定休日は8月13日 - 8月16日、12月31日 - 1月2日

## アクセス
- JR新津駅から徒歩約10分[1][2]
- E49磐越自動車道新津ICから車で約10分（駐車場30台分あり）[2]